# Chapultepec (municipi)
Chapultepec és un municipi de l'estat de Mèxic. Chapultepec és el cap de municipi i principal centre de població d'aquesta municipalitat. Aquest municipi és a la part nord-occidental de l'estat de Mèxic. Limita al nord amb els municipis de San Mateo Atenco i San Antonio la Isla, al sud amb Tianguistenco, a l'oest amb Ocoyoacac i a l'est amb Mexicaltzingo.